# Пушистые опоссумы
Пушистые опоссумы, или густошёрстные опоссумы (лат. Caluromys) — род млекопитающих семейства опоссумовых инфракласса сумчатых. Насчитывает 3 вида.

## Описание
Представители рода имеют средние размеры. Длина тела 22—30 см. Масса от 200 до 500 г. Хвост длиной 22—40 см (равен или превышает длину тела) хватательный, у основания или до половины покрыт мехом. Мех густой и мягкий, обычно одноцветный — серый, красный или бурый. Характерной особенностью являются тёмные полосы на морде. Выводковая сумка отсутствует, по бокам кожные складки. У самки 7 сосков.

## Образ жизни
Ведут преимущественно древесный образ жизни. Активны вечером, ночью и ранним утром, прячась днём в дуплах деревьев. Всеядны. Питаются сочными плодами, семенами, насекомыми, мелкими позвоночными. Самка рождает 3—4 детёнышей три раза в год. Беременность длится 25 дней. Продолжительность жизни 6 лет.

## Распространение
Распространены в Центральной и Южной Америке от южной Мексики до северной Аргентины.

## Хозяйственное значение
Ранее добывались ради меха.

## Виды
- Центральноамериканский пушистый опоссум (Caluromys derbianus) распространён от юга Мексики до Эквадора
- Западный пушистый опоссум (Caluromys lanatus) — от Колумбии до северной Аргентины
- Голохвостый пушистый опоссум (Caluromys philander) — между Венесуэлой и южной Бразилией